# شوسيت
شوسيت (بالبلغارية: Шопите)‏ قرية تقع إدارياً ضمن Sevlievo ‏ في بلغاريا. ويبلغ عدد سكانها 6 نسمة حسب تعداد 15 مارس 2015. تعتمد شوسيت للبريد على الرمز البريدي 5459 وللاتصالات على رمز الاتصال الهاتفي المحلي 067302.